# Daphnia pulicaria
Daphnia pulicaria — вид зяброногих ракоподібних родини Daphniidae.

## Поширення
Вид поширений у помірній зоні північної півкулі. Прісноводний вид. Мешкає у глибоких постійних озерах.

## Опис
Самці завдовжки 1,0-1,6 мм, самиці — 1,4-4,0 мм. Тіло овальне, червоно-жовтого кольору. Має напівпрозорий панцир і два видатних других вусика, за допомогою яких вони рухаються. Через чіткий панцир можна побачити серце і травний тракт, які часто здаються зеленими через споживання водоростей. Панцир, що складається в основному з хітину, допомагає захистити живильний апарат, і він періодично скидається протягом життя особини.
Трапляється в ставках та озерах з прозорою водою. D. pulicaria має відносно довгий термін життя — 60-65 днів.